# Allevamento

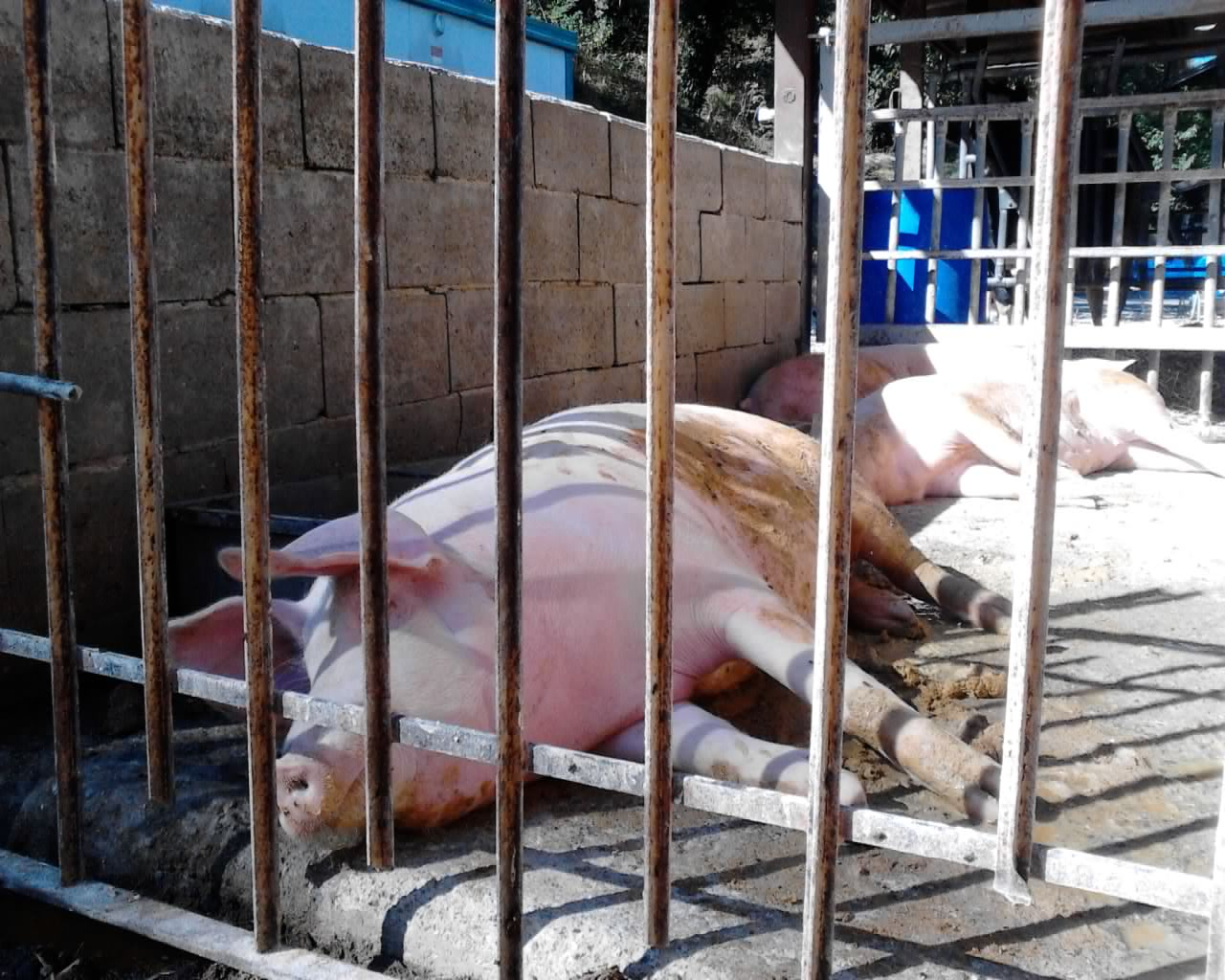
Maiali allevati in una fattoria

L'allevamento è l'attività di custodire, far crescere ed opportunamente riprodurre animali in cattività, totale o parziale, per ricavarne cibo, pelli, pellicce, lavoro animale e commercio degli stessi. In tempi recenti sono sorti allevamenti allo scopo di fornire anche selezionati animali (cani, gatti, uccelli, rettili) da compagnia.

## Storia

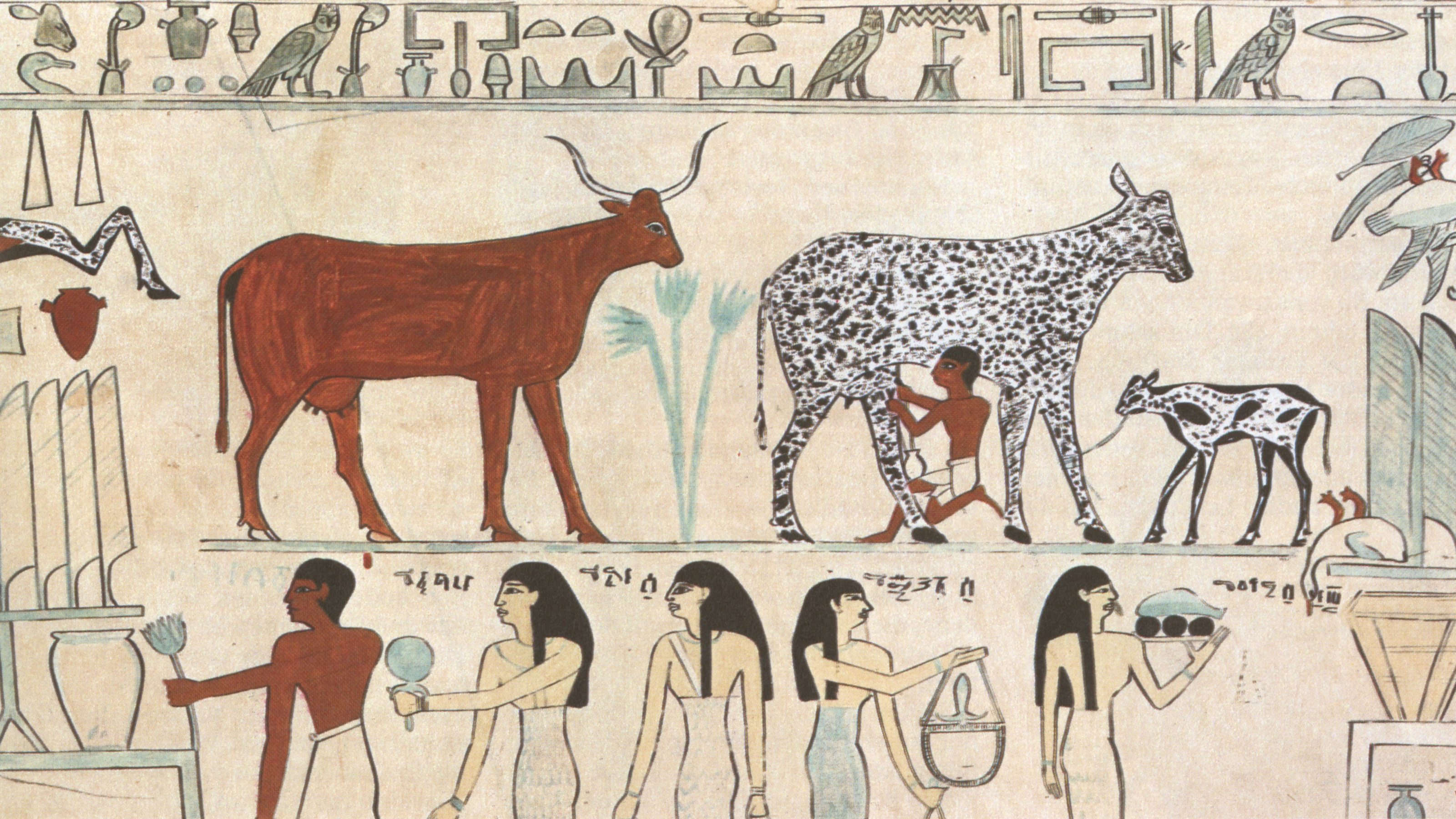
La mungitura del bestiame nell'antico Egitto

L'origine di questa attività è remotissima, probabilmente precedente all'agricoltura, e comunque da taluni indicata come una razionale evoluzione, organizzata ed in qualche misura programmatica, dell'attività di caccia, mediante la quale si nutrivano i nostri antenati. L'uomo, infatti, selezionò nel tempo animali di facile gestione ed apprese a ricavarne, oltre alle carni, anche prodotti secondari come il latte e le uova. Apprese quindi ad assicurarsi riserve future di cibo tenendo in vita le bestie sino al momento della necessità di nutrirsene e, in seguito, curando di lasciarne indenni una parte onde consentire la perpetuità attraverso la riproduzione del bestiame. I maiali furono addomesticati nel Vicino Oriente tra l'8.500 e l'8000 a.C., pecore e capre all'interno o vicino alla Mezzaluna Fertile intorno all'8.500 a.C. e bovini come l'uro selvatico nelle aree della Turchia moderna e del Pakistan sempre nello stesso periodo.. Ossa di pollo fossilizzate datate al 5040 a.C. sono state trovate nel nord-est della Cina, lontano da dove vivevano i loro antenati selvaggi nelle giungle dell'Asia tropicale, ma gli archeologi ritengono che lo scopo originario dell'addomesticamento fosse il combattimento di galli.
Sempre contrapposta all'agricoltura, della quale è talvolta antagonista, talvolta piuttosto complementare, la produzione di bestiame ha sempre richiesto, almeno sino al Novecento, strutturazioni logistiche naturali (pascoli) che via via assorbivano maggiori risorse territoriali, sottraendole alla coltivazione. Del resto, in genere anche gli agricoltori praticano almeno piccole attività di allevamento (galline, oche, conigli, maiali: raramente bestiame vero e proprio) per sfruttare quella parte di produzione agricola non commestibile per l'uomo o troppo povera di nutrienti. Nel Novecento sono state introdotte tecniche di allevamento di stalla le quali, insieme all'introduzione dei mangimi chimicamente composti, hanno reso non più necessaria la disponibilità di spazi a verde per l'alimentazione del bestiame, che rimane pertanto in apposite celle per tutta la sua vita. Queste tecniche, va notato, non godono di unanime approvazione presso la collettività, sebbene rappresentino oggi la configurazione produttiva tipica delle aziende operanti sui mercati ordinari delle carni.
Per le modalità di esercizio dell'attività, l'allevamento si divide in stanziale o nomade, secondo che si usi uno stabile insediamento produttivo o che il pastore si sposti costantemente, insieme alle greggi o alle mandrie, alla ricerca di nuove pasture non ancora impoverite da precedenti sfruttamenti.

## Descrizione

### Tipi di allevamento
Per i tipi di animali allevati si hanno attività di:
- acquacoltura
- apicoltura (ape)
- avicoltura (uccelli)
- bachicoltura (baco da seta)
- bovinicoltura (bovini)
- caprinicoltura (caprini)
- coniglicoltura (conigli)
- ippicoltura (equini)
- itticoltura (pesci)
- ovinicoltura (ovini)
- pastorizia bovina, caprina, ovina
- pollicoltura (polli e galline, tacchino, oca e simili)
- suinicoltura (maiale)
- allevamento felino (gatto)
- allevamento canino (cane)
- allevamento della cavia
- allevamento dello struzzo (struzzo)
- ostricoltura (ostriche)
- elicicoltura (chiocciola)

### Sviluppi recenti
Negli ultimi anni sono state introdotte tecniche, tuttora sperimentali e quindi non ancora confortate da adeguata casistica, di modificazione della configurazione genetica delle singole specie animali.
Altro campo relativamente nuovo è la produzione di biogas e quindi di energia a partire dai reflui degli allevamenti intensivi. L'allevamento in Europa sta comunque affrontando le sfide poste dalla direttiva nitrati in termini di riduzione dei carichi di gas smaltiti.

### Allevamento all'aperto (free range)
L'allevamento all'aperto indica un metodo di allevamento in cui gli animali, per almeno parte della giornata, possono vagare liberamente all'aperto, piuttosto che essere confinati in un recinto per 24 ore al giorno. In molte fattorie, l'area all'aperto è recintata, rendendola tecnicamente un recinto. Tuttavia i sistemi di allevamento all'aperto di solito offrono l'opportunità per l'ampia locomozione e la luce solare che altrimenti sarebbero impedite dai sistemi abitativi interni. L'allevamento all'aperto può applicarsi alla carne, alle uova o all'allevamento di prodotti lattiero-caseari.

## Galleria d'immagini

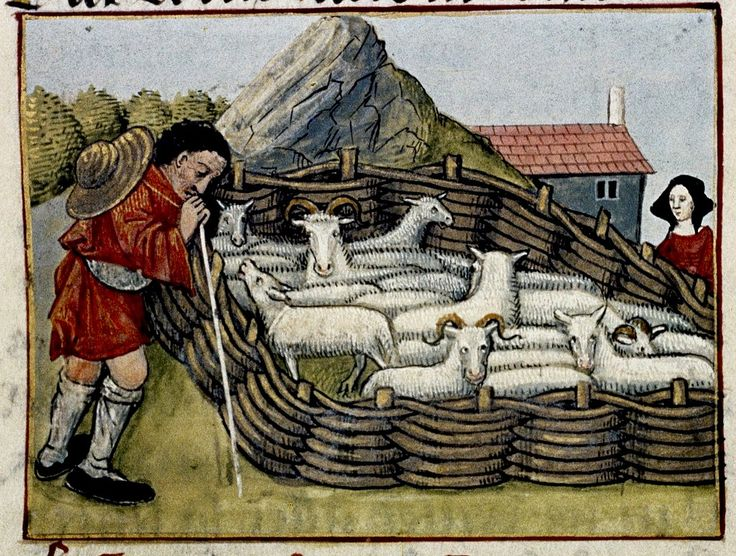
Pastore con pecora in recinto ad ostacoli intrecciato. Francia medievale, XV secolo.
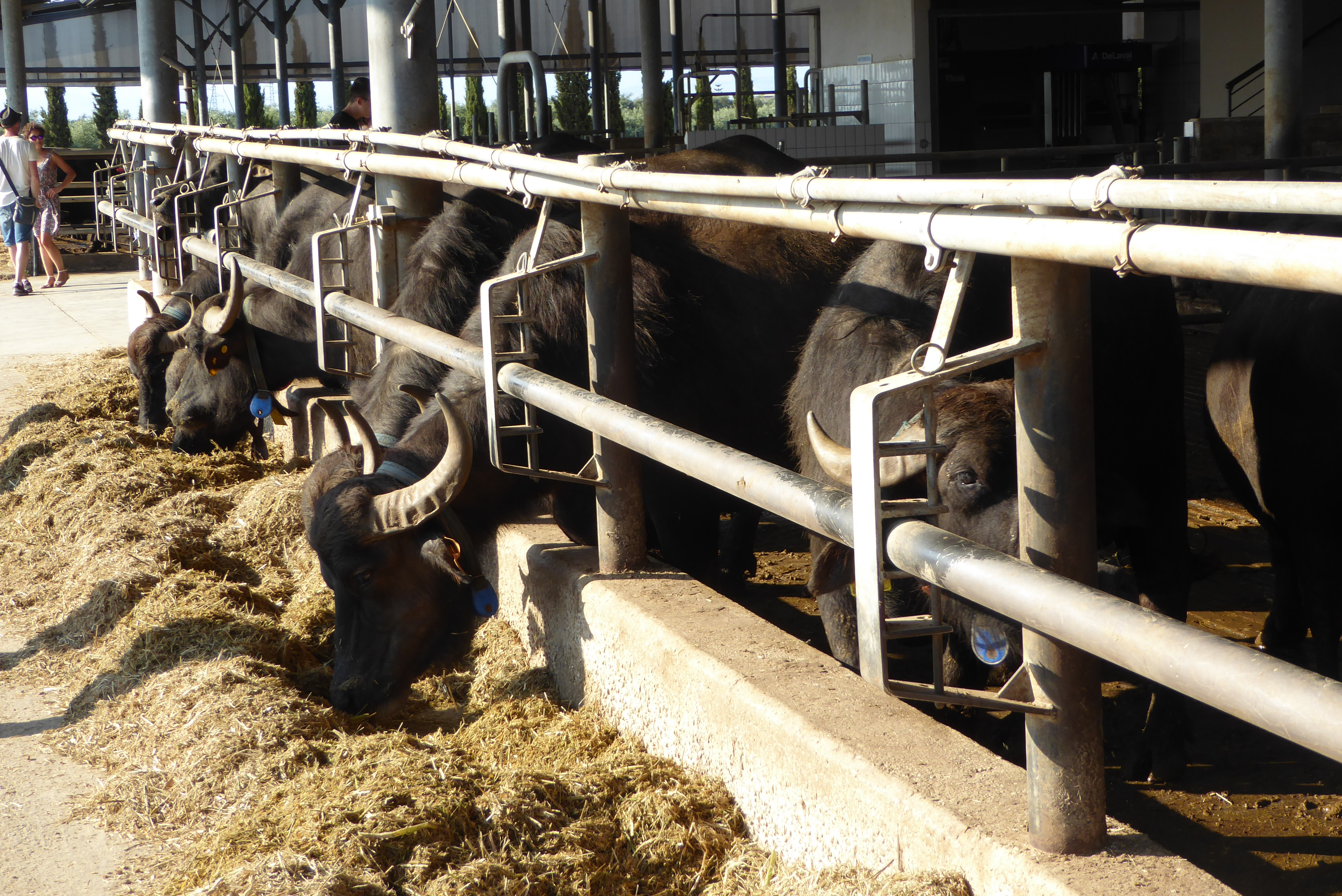
Allevamento di bufale
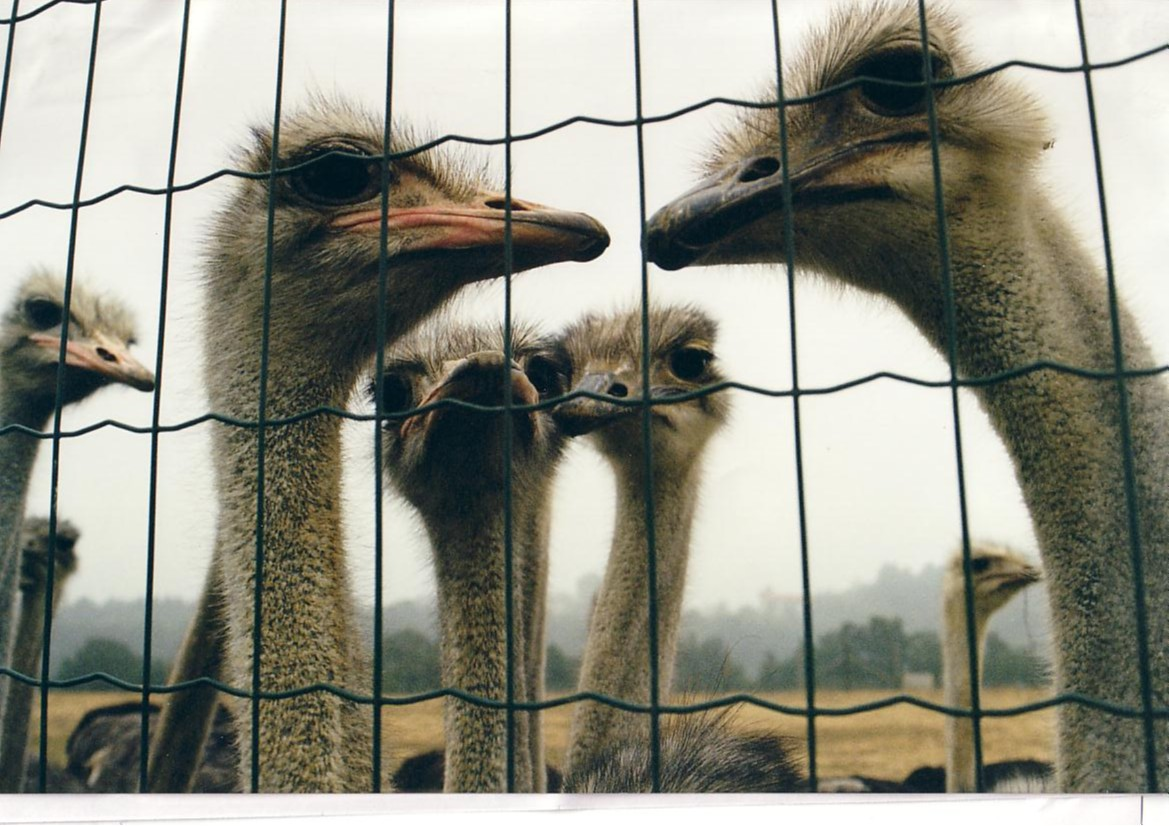
Allevamento di struzzi
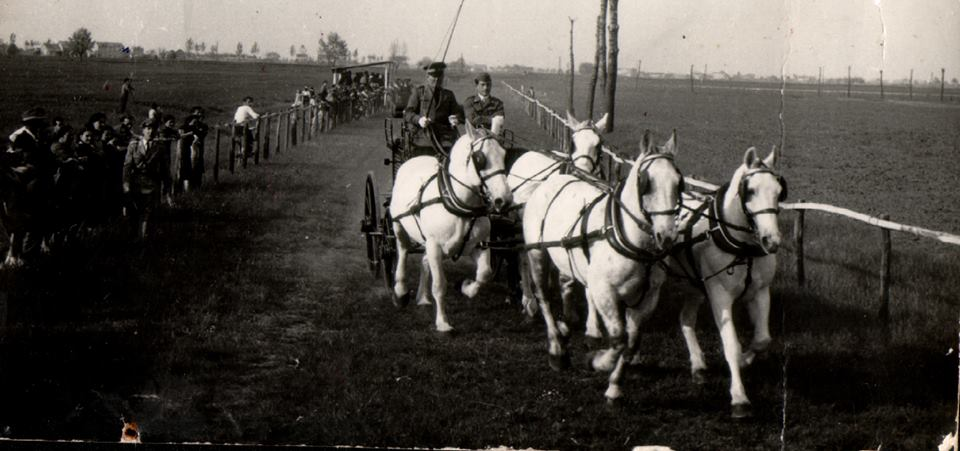
Centro allevamento quadrupedi di Portovecchio (San Martino Spino)
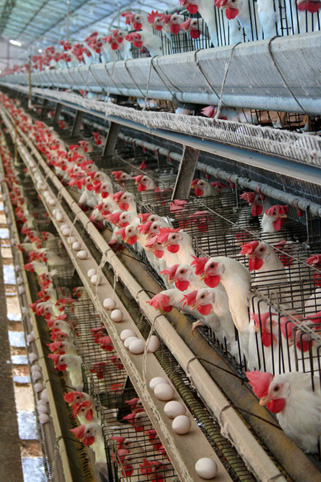
Galline in batteria, Brasile
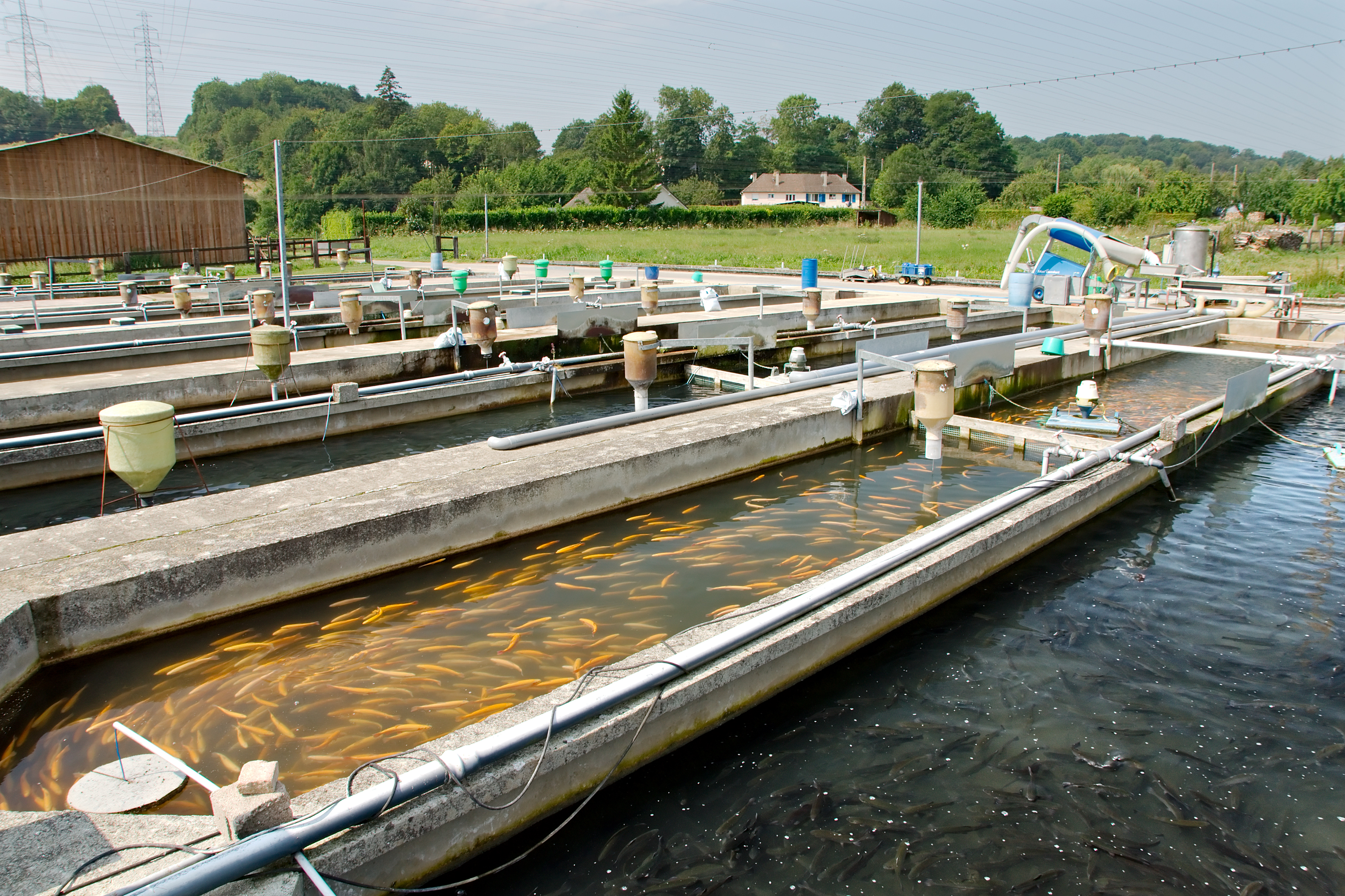
Allevamento ittico d'acqua dolce, Francia